# Генрік Ібсен
Ге́нрік Юган І́бсен (норв. Henrik Johan Ibsen; 20 березня 1828, Шієн — 23 травня 1906, Кристіанія) — норвезький драматург і поет, реалістичні та суперечливі п'єси якого революціонізували європейський театр.

## Біографія
Народився 20 березня 1828 року у норвезькому портовому містечку Шієні, в родині, яка належала до кола місцевої купецької аристократії. З п'ятнадцяти років юнак був вимушений працювати учнем аптекаря — саме тоді він почав писати вірші в сентиментально-романтичному дусі. Революційні потрясіння 1848 року в Європі вплинули на нього: Ібсен створив свою першу бунтарсько-романтичну п'єсу «Катіліна» (1849). У 1850 році він переїхав до Кристіанії (сучасне Осло) і став професійним літератором.
У цей час Ібсен написав кілька п'єс, переважно в національно-романтичному дусі: «Богатирський курган» (1850), «Ніч Св. Іоана» (1852), «Фру Інгер з Естрота» (1854), «Бенкет у Солгаузі» (1855), «Олаф Лільєкранс» (1857). Із кінця 1851 до 1857 року він керував першим норвезьким національним театром, заснованим у Бергені й послідовно виступав за відродження національного мистецтва. З часом драматурга запросили очолити «Норвезький театр» у Кристіанії, і тут у першій половині 1860-х років він створив і сценічно втілив свої перші твори.
У той час у норвезькій літературі панувала так звана національна романтика. Але Ібсен був переконаний, що «не дріб'язкове копіювання сцен побуту» робить письменника національним, а «той особливий тон», який несеться «назустріч нам із рідних гір із долин… але насамперед — із глибини нашої власної душі». Ще 1857 року Ібсен так визначив своє творче завдання — зробити драму серйозною, примусити глядача мислити разом з автором і героями, перетворивши його на «співавтора драматурга». У драмі не повинні боротися ідеї, бо цього не буває в дійсності, треба показувати «зіткнення людей, життєві конфлікти, у яких, як у коконах, глибоко приховані ідеї, що борються, гинуть або перемагають».
Прагнучи уникнути фальшивої романтичної піднесеності й знайти твердіше підґрунття для своєї творчості, письменник звернувся до історичного минулого своєї країни і створив дві п'єси: побудовану на матеріалі давніх саг драму «Воїни у Хельгеланді» (1857) і народно-історичну драму «Боротьба за престол» (1863). У віршованій п'єсі «Комедія любові» (1862) Ібсен ущипливо висміяв романтичні ілюзії, вважаючи більш прийнятним світ тверезої практики. Розчарування Ібсена в національній романтиці, що посилилося наприкінці 50-х років, було пов'язане і з його зневірою у всіх сферах норвезького суспільного життя. Для нього стало ненависним не лише дріб'язкове міщанське існування, але й брехливість піднесених фраз, демагогічні гасла, які проголошувалися на сторінках газет і в народних зібраннях.
До спроб національних романтиків на чолі з Іваром Осеном створити нову літературну норвезьку мову, очищену від данських запозичень, Ібсен поставився несхвально.
Утім, життя Ібсена стало все тяжчим. Він бідував, і справжнім порятунком виявилась одержана за допомогою драматурга Б'єрнстьєрне Б'єрнсона стипендія на поїздку до Рима. Ібсен виїхав з Норвегії 5 квітня 1864 і перебував за кордоном із короткими перервами майже двадцять сім років.
В Італії драматург створив дві монументальні філософсько-символічні віршовані драми — «Бранд» (1865) і «Пер Гюнт» (1867), які знаменували його відмежування і прощання із романтизмом й поставили Ібсена в перший ряд сучасної скандинавської літератури. І «Бранд», і «Пер Гюнт» поєднують живі індивідуалізовані образи з узагальненими, підкреслено типізованими.
Основна проблема цих драматичних творів — доля людини, особистості в сучасному суспільстві. Але центральні фігури цих п'єс діаметрально протилежні. Герой «Бранда» — священик Бранд — людина надзвичайної цілісності й сили; герой іншої драми — селянський хлопець Пер Гюнт — втілення душевної слабкості людини. Бранд не відступає ні перед якими жертвами, не погоджується на жоден компроміс, прагнучи виконати свою місію — виховувати цільних, позбавлених лицемірства й користолюбства людей, здатних самостійно мислити. Його гасло — «бути самим собою», тобто розвивати в собі неповторні риси людської особистості. Полум'яними словами Бранд картає половинчастість, душевну в'ялість людей і пороки сучасної держави. І хоча йому вдається надихнути парафіян — бідних селян і рибалок у закинутому краї на далекій Півночі, і повести їх за собою, кінець священика виявляється трагічним. Люди повірили йому й пішли за ним до вершини гори в пошуках свободи духу. Коли ж пастор не зміг пояснити конкретної мети цього походу, люди у гніві закидали його камінням. Жертвами Бранда з його надлюдською волею стають найближчі люди — спочатку гине його син, потім дружина. І сумнівним видається той подвиг, якому Бранд присвятив життя.
«Пер Гюнт» знаменував остаточне відмежування Ібсена від національної романтики. Цей твір був сприйнятий сучасниками як нещадний антиромантичний випад і одночасно як найтонша романтична поема. Драма насичена глибокою поезією природи та любові, яка зберігає особливий національний колорит. Ліричне багатство п'єси, її емоційна принадність полягають, передусім, у тих людських почуттях, які висловлені автором із надзвичайною силою і довершеністю. Носіями високої поезії в «Пер Гюнт» є, у першу чергу, не традиційні фольклорно-романтичні, фантастичні персонажі і мотиви, а персонажі реального плану, звичайні, хоча й не позбавлені своєрідності люди. Найвищий ліризм пов'язаний тут з образами простої дівчини Сольвейг і матері Пера — Осе. Місцеві ж селяни виступають у творі як грубі, злі та жадібні люди, а казкові тролі — як потворні злісні істоти.
На початку драми Пер — звичайний сільський хлопець, дещо ледачий, фантазер і шибеник. Життя в рідному селі його не задовольняє. Він вважає, що селяни, заклопотані лише буденними турботами, варті презирства. Проте автор приводить свого героя до тролів — фантастичних ворожих людям істот — і показує, що Гюнт у душі ладен прийняти на все життя їхнє гасло «будь задоволений собою». Він не помічає різниці між девізом людей «будь самим собою», який веде до морального вдосконалення особистості, й гаслом тролів, яке виправдовує індивідуалізм, самозакоханість, підкорення життєвим обставинам. У перших трьох діях автор показує формування моральних рис Пера Гюнта, а в четвертій — ті наслідки, до яких призводить життєва філософія «будь задоволений собою». Мандруючи світом, Пер Гюнт пристосовується до будь-яких ситуацій, втрачаючи власні особливі риси. У п'ятій дії настає поступове прозріння героя, починаються пошуки свого втраченого «я», з'являється прагнення відновити свою цільну особистість. Центральною символічною фігурою в цій дії стає Ґудзівник, який ходить світом з олов'яною ложкою і збирає в неї людей на переплавлення: цільні особистості зникли, тепер лише з багатьох людей, сплавлених разом, можна зробити одну справжню людину. І Пер Гюнт може уникнути переплавлення, якщо доведе, що бодай колись був цілісною особистістю.
Символічні образи, які виникають навколо Пера Гюнта, розкривають його моральне зубожіння. Лише Сольвейг, яку він кохав у юні роки, стверджує, що Пер Гюнт завжди залишався самим собою — у її вірі, надії, коханні. Ґудзівник залишає Пера Гюнта на землі до наступної зустрічі, даючи йому останню можливість переродитися.
Творчі пошуки перших драматичних творів, філософські узагальнення і художні знахідки «Бранда» і «Пер Гюнта» стали підґрунтям для створення драми нового типу. Зовнішнім виявом цього є перехід від віршованої до прозової мови драматичних творів. У комедії «Союз молоді» (1868 рік) письменник звернувся до прямої політичної сатири. Ібсен передчував і закликав прихід «революції духу», яка повинна оновити всі сфери людського існування. Свої роздуми Ібсен втілив у філософсько-історичній трилогії «Кесар і галілеєць» (1873) і в кількох великих поезіях.
Але переворот у суспільному житті не відбувся. Почався новий цикл мирного, зовні благополучного історичного розвитку — розквіт «класичного» буржуазного суспільства. І, починаючи від 1877 року, із драми «Стовпи суспільства», Ібсен створив дванадцять п'єс, у яких надзвичайна точність у зображенні реальних форм сучасного життя поєднується з глибоким проникненням у внутрішню його суть і в душевний світ людей.
Ці п'єси зазвичай поділяють на три групи:
- Перша група, у якій особливо чітко й прямо визначена соціальна проблематика,— це «Стовпи суспільства», «Ляльковий дім» (1879), «Хвороблива уява» (1880), «Привиди» (1881), «Ворог народу» (1882), «Маразм старого чоловіка»(1883).
- До другої, яка також відображає обставини реального життя, але більше зосереджена на конфліктах у душі людини, належать «Дика качка» (1884), «Росмерсхольм» (1886), «Жінка з моря» (1888), «Хроніка мого життя»(1889), «Злочин бабки Бейлі»(1889), «Гедда Габлер» (1890).
- П'єси третьої групи досліджують глибини людської сутності в певній експериментальній абстрагованості. Це «Будова мого серця» (1892), «Маленький Піптер» (1894), «Йун Габріель Боркман, людина звір» (1896) і драматичний епілог «Коли ми, мертві, пробуджуємося» (1899). У них ще яскравіше проглядають узагальнено-символічні риси, притаманні п'єсам другої групи. Подібне групування п'єс дещо умовне. Соціальна проблематика не зникає і з пізніших п'єс Ібсена, а душевне життя людини стоїть і в центрі його «соціальних» драм.

Ще за життя Ібсена його драматургія визнавалася новаторською. Із повним правом він був проголошений творцем аналітичних п'єс, які відроджували традиції античної драматургії. Композиційні принципи драм Ібсена пов'язували з побудовою «Царя Едіпа» Софокла. Уся дія цієї трагедії присвячена розкриттю таємниць — з'ясуванню подій, які колись відбулися. Поступове наближення до розкриття таємниці й створює сюжетну напругу п'єси, а остаточне її розкриття — розв'язку, яка визначає справжню передісторію головних персонажів і їхню подальшу долю.
У п'єсах Ібсена драматизм ситуації полягає в тому, що виявляється повна протилежність між видимістю життя і його справжньою природою. Розкриття показаного в п'єсі світу починається найчастіше вже в ході дії — в деталях, в окремих і, здавалося б, випадкових репліках, наприкінці ж п'єси відбувається повний крах ілюзій і з'ясування істини.
Ібсенівська аналітичність відмінна від аналітичності античної трагедії, глибоко зануреної в міфологічну стихію. Недаремно для дії «Царя Едіпа» так важливі прорікання оракула. У Ібсена ж долі протистоїть детермінованість законами природи і суспільства, а також внутрішніми законами людської душі. У «новій драмі» Ібсена саме інтелектуальний діалог є способом розв'язання сюжетних колізій. Саме логіка дії приводить героїв до необхідності осмислити своє життя, себе самих, своїх близьких, своє середовище, а іноді й усе те суспільство, у якому вони живуть, а також ухвалити рішення, оскільки далі жити так, як жилося раніше, більше не можна.
Інтелектуально-аналітична будова «нових п'єс» Ібсена поєднана з прагненням зберегти природність і достовірність сценічної дії, життєвість персонажів. Із цим пов'язана і своєрідність мовної тканини його п'єс, яка створюється за допомогою надзвичайної економії і стилістичної лаконічності. Джерела такої художньої економії — в традиціях давньої ісландської саги з її стриманістю в зображенні почуттів.
Приховані смисли роблять структуру діалогу багатошаровою. В окремих фрагментах тексту містяться вказівки на те, що вже відбулося або ж повинно відбутися, на те, що незрозуміле самим персонажам. Велика й роль пауз. Виникає особливий підтекст — система значень, які не дані відразу, в діалозі, але існують приховано, усвідомлюються лише в міру розгортання дії, але інколи так і не розкриваються до кінця.
Але особливо визначальні все ж таки п'єси Ібсена, в яких і ⁹сюжетна аналітичність, й інтелектуальне осмислення зосереджені в останніх сценах твору, в його розв'язці, де в діалозі, який межує з дискусією, відбувається справжнє переосмислення персонажами свого попереднього життя і самих себе. Такі п'єси і є класичними інтелектуально-аналітичними п'єсами Ібсена, в яких зовнішня дія повністю підкорена інтелектуально-аналітичному началу.
1891 року Ібсен повернувся до Норвегії. Він оселився у знаменитому історичному комплексі «Вікторія Террас» у Осло, де прожив до 1895 року.
Помер Генрік Ібсен 23 травня 1906 року після серії інсультів.

### «Ляльковий дім»
Концепція, за якою у сучасній дійсності зв'язки між зовнішньою і внутрішньою суттю є розірваними, стає визначальною для проблематики п'єс Ібсена і для їх будови. Аналітична композиція перетворюється на поступове розкриття внутрішнього неблагополуччя і трагізму, які приховуються за досить благополучною зовнішньою оболонкою зображуваної дійсності.
Це надзвичайно сильно виявляється у «Ляльковому домі». За допомогою аналітичної структури автор поступово підводить глядача до розуміння внутрішньої сутності сімейного життя адвоката Гельмара, на перший погляд, доволі щасливого, але заснованого на брехні та егоїзмі. При цьому розкривається справжній характер як самого Гельмара, який виявляється себелюбцем і боягузом, так і його дружини Нори, яка спочатку виступає як легковажне створіння, але насправді є людиною сильною, здатною на жертви й такою, що прагне мислити самостійно. Важливу роль у цьому відіграє і предісторія, розкриття сюжетних таємниць як рушійна сила в розгортанні дії. Поступово з'ясовується, що Нора, щоб одержати позику в лихваря Кроґстада, необхідну для лікування чоловіка, підробила підпис свого батька — адже жінка в тогочасній Норвегії була позбавлена права ставити свій підпис під документами, за неї мали «поручитися» батько або чоловік.
Дуже насиченою і напруженою виявляється і зовнішня дія: постійна загроза викриття Нори, її спроба відтягти момент, коли Хельмер прочитає листа Крогстада, який лежить у поштовій скриньці, тощо.
Конфлікт розкриває і сутність соціальних норм — жінка боїться зізнатися в тому, що здатна на самовіддані вчинки, які закони та офіційна мораль визнають лише злочином. Нора йде від чоловіка, сподіваючись проаналізувати й усвідомити події, що сталися. Гельмар же залишається чекати «дива з див» — повернення Нори та їхнього обопільного переродження. Остаточне розчарування Нори в її родинному житті, усвідомлення нею необхідності почати нове існування, щоб стати повноцінною людиною,— ось до чого призводить розвиток дії в «Ляльковому домі».
Соціальні протиріччя у драмі Ібсена «Ляльковий дім» переростають у протиріччя моральні, і драматург вирішує їх у психологічному плані. Головну увагу автор зосереджує на тому, як Нора сприймає свої вчинки і вчинки інших героїв, як змінюється її оцінка світу та людей. Її страждання та прозріння стають основним змістом драми.
Прагнення переглянути й переоцінити всі сучасні звичаї і норми моралі з точки зору людяності перетворювало драми Ібсена на дискусії. І річ тут не лише в тім, що розв'язкою в «Ляльковому домі» є розмова Нори з Гельмаром — перша за все їхнє спільне життя, у якій Нора робить твердий і вибагливий аналіз справжньої суті їхніх стосунків. І Нора, і Гельмар, і все їхнє існування постають у цій розмові зовсім по-новому — і саме новизна надає особливого драматизму заключній сцені п'єси. Тут відбувається перехід зовнішнього сюжетного напруження в напруження внутрішнє, інтелектуальне, напруження думки, із якого й виростає сюжетний поворот, який завершує розвиток дії.
У психологічній драмі Ібсена важливу роль відіграє символіка. Символічною є назва п'єси «Ляльковий дім». Маленька жінка постає проти суспільства, не бажаючи бути лялькою в ляльковому домі. Символіка ця відтворюється в системі «ігор»: Нора грається з дітьми, «грає» з чоловіком і доктором Ранком, і вони, у свою чергу, теж грають із нею. Усе це готує глядача до фінального монологу Нори, у якому вона докоряє чоловікові та батькові, усьому суспільству, що її перетворили на іграшку, а вона зробила іграшками своїх дітей.
П'єса «Ляльковий дім» викликала бурхливі дискусії, у яких брали участь і критики, і глядачі. Публіку хвилювала гостра постановка проблеми становища жінки у буржуазній родині й брехливих, святенницьких основ, на яких базується ця родина. Але, як і в інших п'єсах, Ібсен не обмежується соціальним аспектом проблематики, замислюючись про права особистості і про гідність людини. Так, у «Ляльковому домі» у відповідь на слова Хельмера, що Нора не має права покинути сім'ю, тому що в неї є священні обов'язки перед чоловіком і дітьми, вона говорить: «У мене є й інші, так само священні… обов'язки перед самою собою».
Генрік Ібсен створив сучасну «нову драму», наситивши її соціальною, філософською і моральною проблематикою. Він розробив її художню форму, розвинув мистецтво діалогу, увівши до нього живе розмовне мовлення. У сценічних картинах повсякденності драматург широко використовував символіку, значно розширивши зображувальні можливості реалістичного мистецтва.
Учнем Ібсена вважав себе Бернард Шоу. Послідовниками Ібсена на різних етапах творчості виступали Август Стріндберг і Гергарт Гауптман. Символіка ібсенівської драматургії надихала Моріса Метерлінка. Жоден з драматургів межі століть не уникнув його впливу.

## Вплив на українську літературу
В Україні про творчість Ібсена писав І. Франко (стаття «Ворог народу» Г. Ібсена, 1891, та ін.; замітка до 70-річчя від дня народження письменника, 1898). Відштовхуючись від вірша Ібсена «Сила спогаду», І. Франко написав «Школу поета (за Ібсеном) [Архівовано 17 травня 2014 у Wayback Machine.]», одна із повістей І. Франка має ібсенівську назву «Основи суспільності».
Творчість Ібсена характеризували Леся Українка (стаття «Європейська соціальна драма в кінці XIX ст.», 1901), Н. Кобринська (ст. «Про „Нору“ Ібсена», 1900). Драми Ібсена йдуть на українській сцені з поч. XX ст.
Окремі драматичні твори Ібсена переклали А. Крушельницький («Як ми мертві воскреснемо»), М. Загірня («Ворог народові», «Примари», «Нора» та ін.), Н.Грінченко («Гедда Ґаблер», «Жінка з моря» та ін.), М. Голубець («Пер Гюнт»), а також М. Грушевська, Ю. Кміт, Ю. Зорянчук, В. Гладка, К. Корякіна, І. Стешенко та інші.
Деякі вірші Ібсена переклали І. Франко, О. Жихаренко, О. Бурґардт, Д. Павличко, Н. Іваничук та інші.

## Переклади українською
Ляльковий дім (у ранніх перекладах назву перекладено як «Нора, або Хатка ляльки» та «Лялькова хатка»)
- Генрік Ібсен. Нора: драма на 3 дії. Переклад з норвезької: Марія Грінченко (під псевдо М. Загірня); заредактував: Борис Грінченко. Київ: Типографія Барсаго. 1908. 98 стор.
- Генрік Ібсен. Нора, або Хатка ляльки: драма на 3 дії. Переклад з норвезької: Марія Грушевська. Київ: Друкарня І. Врублевського і Т. Озерова, 1908. 149 стор.
- Генрік Ібсен. Вибрані твори. У 3-х томах. Переклад з норвезької: Йосип Зорянчук, Вероніка Гладка, Катерина Корякіна; редактор: Дмитро Загула. Харків-Київ: ДВУ (том 3); Харків-Київ: ЛіМ (Том 2). 1930—1932. (серія «Бібліотека чужоземної літератури»).[13]
  - Том 1: не видано
  - Том 2: Підпори громадянства (перша п'єса переклад з норвезької: Вероніка Гладка, Катерина Корякіна); Росмерсгольм; Будівничий Сольнес (останні дві п'єси переклад з норвезької: Йосип Зорянчук. 1932. 228 с.)
  - Том 3: Лялькова хатка; Ворог народові; Дика качка; Привиди (усі п'єси переклад з норвезької: Вероніка Гладка, Катерина Корякіна. 1930. 300 стор.)
- Генрік Ібсен. Вибране. Переклад з норвезької: Елеонора Ржевуцька, Олекса Новицький, Любомир Дмитерко, Петро Тернюк. Київ: ДВУ. Переднє слово: К. Державін. Київ: Державне видавництво художньої літератури. 1956. 337 стор.
  - Підпори суспільства (переклад Е. Ржевуцької)
  - Ляльковий дім (переклад О. Новицького)
  - Привиди (перекад Л. Дмитерка)
  - Дика качка (переклад М. Тернюка)
- Генрік Ібсен. Ляльковий дім. Бернард Шоу. Пігмаліон. Переклад з російської: Олекса Новицький (Ляльковий дім); переклад з англійської: Микола Павлов (Пігмаліон); упорядник: Лариса Федорів. Львів: Червона калина, 2003. 216 стор. (Серія «Світ шкільної читанки» ; кн.6) (Європейська драма на межі XIX—XX ст. (збірник)). ISBN 5-7707-07-0737-2
- Генрік Ібсен. Ляльковий дім: п'єси. Переклад з норвезької: Ольга Сенюк та інші. Харків: Фоліо, 2011. 349 стор. (Бібліотека світової літератури. Норвезька література / Інститут літератури імені Т. Г. Шевченка НАН України). ISBN 978-966-03-5284-1
  - Підпори суспіпльства (переклад Е. Ржевуцької)
  - Ляльковий дім (переклад О. Сенюк)
  - Привиди (перекад Л. Дмитерка)
  - Дика качка (переклад П. Тернюка)
- Генрік Ібсен. Ляльковий дім; Дика качка: п'єси. Переклад з норвезької: Вероніка Гладка, Катерина Корякіна. Київ: Знання, 2016. 207 стор. (Скарби ; № 4, 2016). ISBN 978-617-07-0355-2 (тверда палітурка). — ISBN 978-617-07-0356-9 (м'яка обкладинка)

Пер Ґінт
- Пер Ґінт // Шляхи. 1918. Число 3;
- Генрік Ібсен. Пер Ґінт (драматична поема). Переклад з норвезької: Микола Голубець. Львів-Київ: ?. 1921. ? стор (завантажити)

Інші твори
- Генрік Ібсен. Велетні півночі. Переклад з норвезької: Ірина Стешенко. Харків: Рух. 1931.
- Ворог народа. Л., 1899;
- Генрік Ібсен. Як ми мертві воскреснемо: драматичний епільоґ у трех актах. Переклад з норвезької: Антін Крушельницький. Львів: товариство «Академічна громада». 135 стор. 1900 (завантажити)
- Ворог народові. К., 1907;
- Підпори громадянства. К., 1907;
- Примари: сімейна драма на три дії. Г. Ібсен ; пер. з норв. М. Загірня К. : Видав Б.Грінченко, 1907. — 80 с.

Опис зробл. за нормами сучасної орфографії
- Гедда Габлер. К., 1908;
- Жінка з моря. К., 1908;
- Г. Ібсен Росмерсгольм: драма на 4 дії. пер. Н. Грінченко, М. Загірня. — К. : [б.в.], 1908. — 95 с.
- Генрік Ібсен. Ворог народові. Переклад з норвезької: Марія Загірна (Грінченко). Харків: Український робітинк, 1927. ? стор
- [Вірші] // Життя й революція. 1928. № 8;
- [Вірші] // Франко І. Зібрання творів у 50 т. Т. 12. К., 1978;
- [Вірші] // Передчуття. К., 1979;
- [Вірші] // Світовий сонет. К., 1983;
- [Вірші] // Жовтень. 1983. № 4

## Цікаві факти
- Син Генріка Ібсена Сігурд Ібсен був відомим політичним діячем і журналістом (1859—1930), онук Танкред Ібсен (1893—1978) — режисером.
- На честь Генріка Ібсена названий кратер на Меркурії.
- З 1986 року в Норвегії вручається національна Премія Ібсена за внесок в драматургію, а з 2008 року — Міжнародна премія Ібсена.
- У місті Шиен діє Театр Ібсена.
- Генрік Ібсен, відомий своєю мовчазністю, відмовився від одного запрошення на бенкет, пояснивши це так: «Я би тільки був присутній і не вимовив би жодного слова, а з ввічливості інші гості теж мовчали б цілий вечір. Якщо я не прийду, розгнівані гості матимуть тему для приємної розмови». [джерело?]

- Автор наступних цитат:

|  | Більшість має за собою владу, але не право; меншість завжди має за собою право. |

|  | Не може бути волі або краси в домашньому житті, що опирається на позики й борги. |

|  | Чиста совість — найкраща подушка. |

|  | Жінка — наймогутніша у світі істота, і від неї залежить направляти чоловіка туди, куди його хоче повести Господь Бог. |